# Фон Бафута
Фон Бафута — король или фон (местный правитель), города Бафут и прилегающих к нему районов в Северо-Западной провинции Камеруна, которые составляют бывшее Королевство Бафута. В настоящее время фон Бафута по-прежнему является местным правителем, но находится под юрисдикцией Правительства Камеруна и правления Фонов. Бафут — один из крупнейших городов Северо-Западной провинции.
Когда-то автократическое Королевство Бафута было превращено в часть немецкого протектората Камеруна (Kamerun Schutzgebiet) из-за растущей напряженности, военного конфликта и, наконец, поражения от рук немцев в Бафутских войнах (1901—1907) во время правления Абумби I. После Первой мировой войны фон Бафута и его люди стали частью британского протектората Камеруна или Британского Камеруна.

## Международный образ
Фон Бафута, пожалуй, лучше всего запомнился благодаря юмористическому изображению Фона Ахиримби II Джеральдом Дарреллом в его книгах, описывающих экспедиции по сбору животных в Бафуте в 1940-х и 1950-х годах — «Гончие Бафута» и «Зоопарк в моём багаже».

## Список королей Бафута
- Феурлу (1516—1552), 1-й король Бафута
- Небаси Сух (1552—1570), 2-й король Бафута
- Амбеби Ферх (1570—1635), 3-й король Бафута
- Небанфор (1635—1677), 4-й король Бафута
- Чунга (1677—1708), 5-й король Бафута
- Нгва Аби-Фу (1708—1752), 6-й король Бафута
- Тумфонг (1752—1799), 7-й король Бафута
- Ачиримби I (1799—1852), 8-й король Бафута
- Абумби I (1852—1932), 9-й король Бафута
- Ахиримби II (1932—1968), 10-й король Бафута
- Абумби II (1968 — н. в.), 11-й король Бафута.